# 原子力科学者による非常委員会
原子力科学者による非常委員会（ECAS:Emergency Committee of Atomic Scientists）は1946年にアルベルト・アインシュタインとレオ・シラードにより創設された。その目的は核兵器開発に関わる危険性を公衆に警告すること、原子力の平和利用を推進すること、そして最終的には核兵器が二度と用いられないようにする唯一の方法と見られた世界平和を目指すことであった。
この委員会はハリー・S・トルーマンアメリカ合衆国大統領にあてた「シラードの請願書」（1945年7月）を契機に発足した。同請願書は道義的見地から原子爆弾の使用に反対するもので、マンハッタン計画に関わって働いた68人が署名した。マンハッタン計画に関わって働く科学者の大半は、自分たちが当時何を作っているのかはっきりとは知らなかった。
委員会はずっと以下の理事8人だけの構成であった。
- アルベルト・アインシュタイン　議長
- ハロルド・ユーリー　副議長
- ハンス・ベーテ
- T.R.ホグネス
- フィリップ・M・モース（英語版）
- ライナス・ポーリング
- レオ・シラード
- ヴィクター・ワイスコフ

このうち半数は直接マンハッタン計画に関わって働いていたし、全員が間接的に最初の原子爆弾製造に関わったり助言を行っていた。
委員の数人は委員会の平和メッセージを広める巡回講義を行った。また全面核戦争がどんなものになりそうかを示す初期の映画のひとつなど啓蒙素材を制作した。さらにECASは最初の水素爆弾開発についても声高に反対した。
ECASは1950年まで活動し、そこから徐々に解体していったが、ほとんどの会員は核戦争に反対する運動を続け、パグウォッシュ会議にも参加した。

### 保存文書
- ジョージ・E・レナー文書 1933年-1972年。 37.43平方フィート。ワシントン労働古文書館（ワシントン大学図書館特別収蔵品）にて。 原子力科学者による非常委員会に関する短期刊行物を含む。